# Inibidor enzimático
Um inibidor enzimático é uma molécula que se acopla a uma enzima e bloqueia sua atividade. Enzimas são proteínas que aceleram reações químicas necessárias para a vida, em que substratos moleculares são convertidos em produtos. Uma enzima facilita uma reação química específica pela ligação do substrato a seu sítio ativo, uma área especializada da enzima que acelera a parte mais difícil da reação.

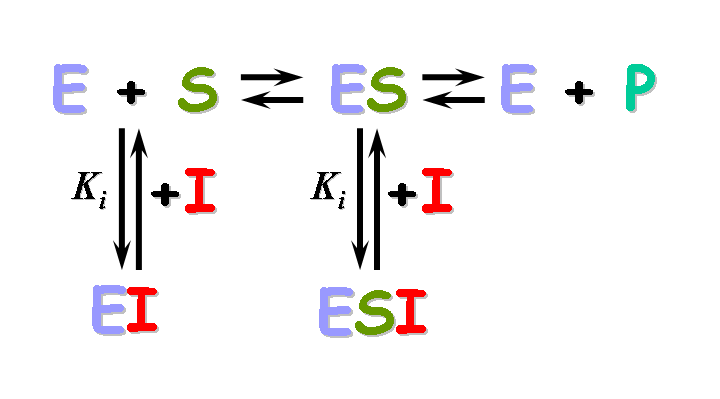
Esquema cinético para inibidores enzimáticos reversíveis. E=Enzima; S=Substrato; ES=Complexo; P=Produto; I=Inibidor

Um inibidor enzimático interrompe esse processo, tanto pela ligação ao sítio ativo da enzima (evitando que o substrato se acople) ou ligando-se a outro lugar na enzima tal que a catálise da reação é interrompida. Inibidores enzimáticos podem ligar-se reversivelmente ou irreversivelmente. Inibidores irreversíveis foram uma ligação química com a enzima que a inibe até a ruptura dessa ligação. Em contraste, inibidores reversíveis ligam-se de forma não-covalente e podem deixar a enzima espontaneamente, permitindo que o retorno à sua função. Inibidores reversíveis produzem tipos diferentes de inibição, a depender se eles ligam-se à enzima, ao complexo enzima-substrato, ou a ambos.
Inibidores enzimáticos têm um papel importante em todas as células, à medida que eles geralmente são específicos a uma enzima e controlam sua atividade. Por exemplo, enzimas em uma via metabólica podem ser inibidas por moléculas produzidas posteriormente nessa via, interrompendo a produção de moléculas que não são mais necessárias. Esse tipo de feedback negativo é uma forma importante de manter o equilíbrio numa célula. Inibidores enzimáticos também controlam enzimas essenciais como proteases e nucleases que, sem controle, podem danificar a célula. Muitos venenos produzidos por animais ou plantas são inibidores enzimáticos que bloqueiam a atividade de enzimas cruciais nas presas ou predadores.
Muitas drogas moleculares são inibidores enzimáticos que inibem uma enzima humana anômala ou uma enzima crítica para a sobrevivência do patógeno, como um vírus, bactéria ou parasita. Exemplos incluem metotrexato (usado na quimioterapia ou no tratamento da artrite reumatoide) e os inibidores de protease usados no tratamento de HIV/AIDS. Uma vez que inibidores anti-patógenos geralmente visam uma única enzima, essas drogas geralmente são muito específicas e costumam produzir poucos efeitos colaterais em seres humanos, visto que nenhuma enzima análoga é encontrada no organismo. (Esse é frequentemente o caso, visto que esses patógenos e os humanos são distantes geneticamente.) Inibidores enzimáticos medicinais possuem baixas constantes de dissociação, o que significa que apenas uma parte diminuta do inibidor é necessária para desabilitar a enzima. Uma baixa concentração do inibidor enzimático reduz o risco de dano hepático ou renal e demais efeitos adversos em humanos. Consequentemente a descoberta e refino de inibidores enzimáticos é uma área ativa de pesquisa na bioquímica e farmacologia.

## Inibidores reversíveis
Os inibidores reversíveis ligam-se às enzimas através de interações não covalentes, como as ligações de hidrogénio,
interações hidrofóbicas e ligações iónicas.
Várias ligações fracas entre o inibidor e o sítio ativo combinam-se para produzir uma ligação forte e específica.
Ao contrário do substrato e dos inibidores irreversíveis, os inibidores reversíveis geralmente não sofrem reações químicas quando se ligam à enzima e podem ser facilmente removidos por diluição ou diálise.

### Tipos de inibidores reversíveis

Inibição competitiva: o substrato (S) e o inibidor (I) competem pelo sítio activo

Existem três tipos de inibidores reversíveis. São classificados com base no efeito produzido pela variação da concentração do substrato enzimático no inibidor.
- Na inibição competitiva, o substrato e o inibidor não se podem ligar à mesma enzima ao mesmo tempo, como se mostra na figura da direita. Isto ocorre normalmente porque o inibidor e o substrato têm uma estrutura semelhante e ambos têm afinidade pelo sítio activo, e o substrato e o inibidor competem pela entrada no mesmo. Este tipo de inibição pode ser ultrapassado com concentrações de substrato suficientemente elevadas, que superem o inibidor. A alteração das concentrações do inibidor altera o Km, mas não o Vmax [6]
- inibição incompetitiva ou inibição não competitiva ocorre quando o inibidor se liga apenas ao complexo enzima-substrato, e não à enzima livre, ou seja, se o substrato não estiver ligado, o inibidor não se consegue ligar. O complexo EIS é cataliticamente inativo. Esta forma de inibição é rara e provoca uma diminuição dos valores de Vmax e Km.[7] Não deve ser confundida com inibição não competitiva (inibição não competitiva).
- Na inibição mista, o inibidor pode ligar-se à enzima ao mesmo tempo que o substrato ou em separado. No entanto, a ligação do inibidor afeta a ligação do substrato e vice-versa. Este tipo de inibição pode ser reduzido, mas não ultrapassado, pelo aumento das concentrações do substrato. Embora seja possível que os inibidores de tipo misto se liguem ao sítio ativo, este tipo de inibição resulta geralmente de um efeito alostérico em que o inibidor se liga a um sítio diferente do sítio ativo da enzima. A ligação do inibidor ao sítio alostérico altera a conformação (i.e., a estrutura terciária ou forma tridimensional) da enzima de modo a que a afinidade do substrato pelo sítio activo seja reduzida.[6] Varia tanto Km como Vmax.
- Inibição não competitiva é uma forma de inibição mista onde a ligação do inibidor à enzima reduz a sua actividade mas não afecta a ligação ao substrato. Como resultado, o grau de inibição depende apenas da concentração do inibidor.[6] Varia em Vmáx, mas não em Km. O inibidor tem a mesma afinidade de ligação à enzima, independentemente de a enzima estar ligada ao substrato ou não.

### Descrição quantitativa da inibição reversível
A inibição reversível pode ser descrita quantitativamente em termos da ligação do inibidor à enzima e ao complexo enzima-substrato, e dos seus efeitos nas constantes cinéticas da enzima. No esquema clássico de Michaelis-Menten representado abaixo, uma enzima (E) liga-se ao seu substrato (S) para formar o complexo enzima-substrato (ES). Na catálise, este complexo decompõe-se para libertar o produto (P) e a enzima (E). O inibidor (I) pode ligar-se a (E) e (ES) com constantes de dissociação Ki ou Ki', respectivamente.
| - Os Inibidores competitivos podem ligar-se a (E), mas não a (ES). A inibição competitiva aumenta o valor de Km (i.e., o inibidor interfere com a ligação do substrato), mas não afeta o Vmax (o inibidor não interfere com a catálise em (ES) porque não se consegue ligar a (ES)). - Inibidores não competitivos têm afinidades idênticas para (E) e (ES) (Ki = Ki'). A inibição não competitiva não altera o Km (não afecta a ligação do substrato), mas diminui o Vmax (a ligação do inibidor interfere com a catálise). - Os Inibidores de tipo misto ligam-se a (E) e (ES), mas as suas afinidades por estas duas formas de enzimas são diferentes (Ki ≠ Ki'). Portanto, os inibidores de tipo misto interferem com a ligação do substrato (aumento de Km) e dificultam a catálise no complexo (ES) (diminuição de Vmax). |

Quando uma enzima possui múltiplos substratos, os inibidores podem apresentar diferentes tipos de inibição dependendo do substrato considerado, uma vez que o sítio ativo possui dois sítios diferentes para a ligação do substrato no mesmo sítio ativo, um para cada substrato. Por exemplo, um inibidor pode competir com o substrato A pelo primeiro sítio de ligação, mas ser um inibidor não competitivo em relação ao substrato B no segundo sítio de ligação.

### Medição das constantes de dissociação num inibidor reversível

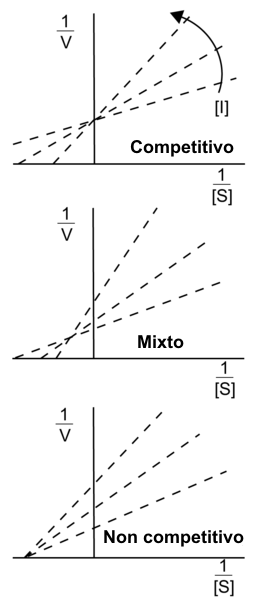
Diagramas de Lineweaver-Burk dos diferentes tipos de inibidores reversíveis de enzimas. A seta indica o efeito produzido pelo aumento das concentrações do inibidor.

Como foi referido acima, um inibidor enzimático é caracterizado pelas suas duas constantes de dissociação, Ki e Ki', da enzima e do complexo enzima-substrato, respectivamente. A constante do complexo enzima-inibidor Ki pode ser medida directamente por vários métodos. Um método extremamente preciso é a calorimetria de titulação isotérmica, onde o inibidor é titulado numa solução enzimática e o calor libertado ou absorvido é medido. No entanto, a outra constante de dissociação Ki' é difícil de medir directamente, uma vez que o complexo enzima-substrato tem uma vida útil muito curta e está a sofrer a reacção química para formar o produto. Por conseguinte, Ki' é frequentemente medido indirectamente, observando a actividade enzimática sob várias concentrações de substrato e inibidor, e ajustando os dados para uma equação de Michaelis-Menten modificada:
{\displaystyle V={\frac {V_{max}[S]}{\alpha K_{m}+\alpha ^{\prime }[S]}}={\frac {(1/\alpha ^{\prime })V_{max}[S]}{(\alpha /\alpha ^{\prime })K_{m}+[S]}}}
onde os factores de modificação α e α’ são definidos pela concentração do inibidor e pelas suas duas constantes de dissociação
{\displaystyle \alpha =1+{\frac {[I]}{K_{i}}}}
{\displaystyle \alpha ^{\prime }=1+{\frac {[I]}{K_{i}^{\prime }}}}
Assim, na presença do inibidor, a eficácia da enzima Km e Vmax são agora (α/α')Km e (1/α')Vmax, respectivamente. No entanto, a equação de Michaelis-Menten modificada assume que a ligação do inibidor à enzima atinge o equilíbrio, o que pode ser um processo muito lento para inibidores com constantes de dissociação secundária nanomolares. Nestes casos, é geralmente mais prático tratar o inibidor de ligação forte como um inibidor irreversível (ver abaixo). No entanto, pode ainda ser possível estimar Ki' cineticamente se Ki for medido independentemente.
Os efeitos de diferentes tipos de inibidores reversíveis de enzimas na atividade enzimática podem ser visualizados através da representação gráfica da equação de Michaelis-Menten, através do diagramas de Lineweaver-Burk ou diagrama de Eadie-Hofstee. Por exemplo, nos gráficos de Lineweaver-Burk da direita, as linhas de inibição competitiva cruzam o eixo y, indicando que tais inibidores não afetam o Vmax. Da mesma forma, as linhas de inibição não competitiva cruzam o eixo x, mostrando que estes inibidores não afetam o Km. No entanto, pode ser difícil estimar Ki e Ki' com precisão nestes diagramas, pelo que é aconselhável estimar estas constantes utilizando métodos de regressão não linear mais fiáveis, conforme descrito acima.

### Casos especiais

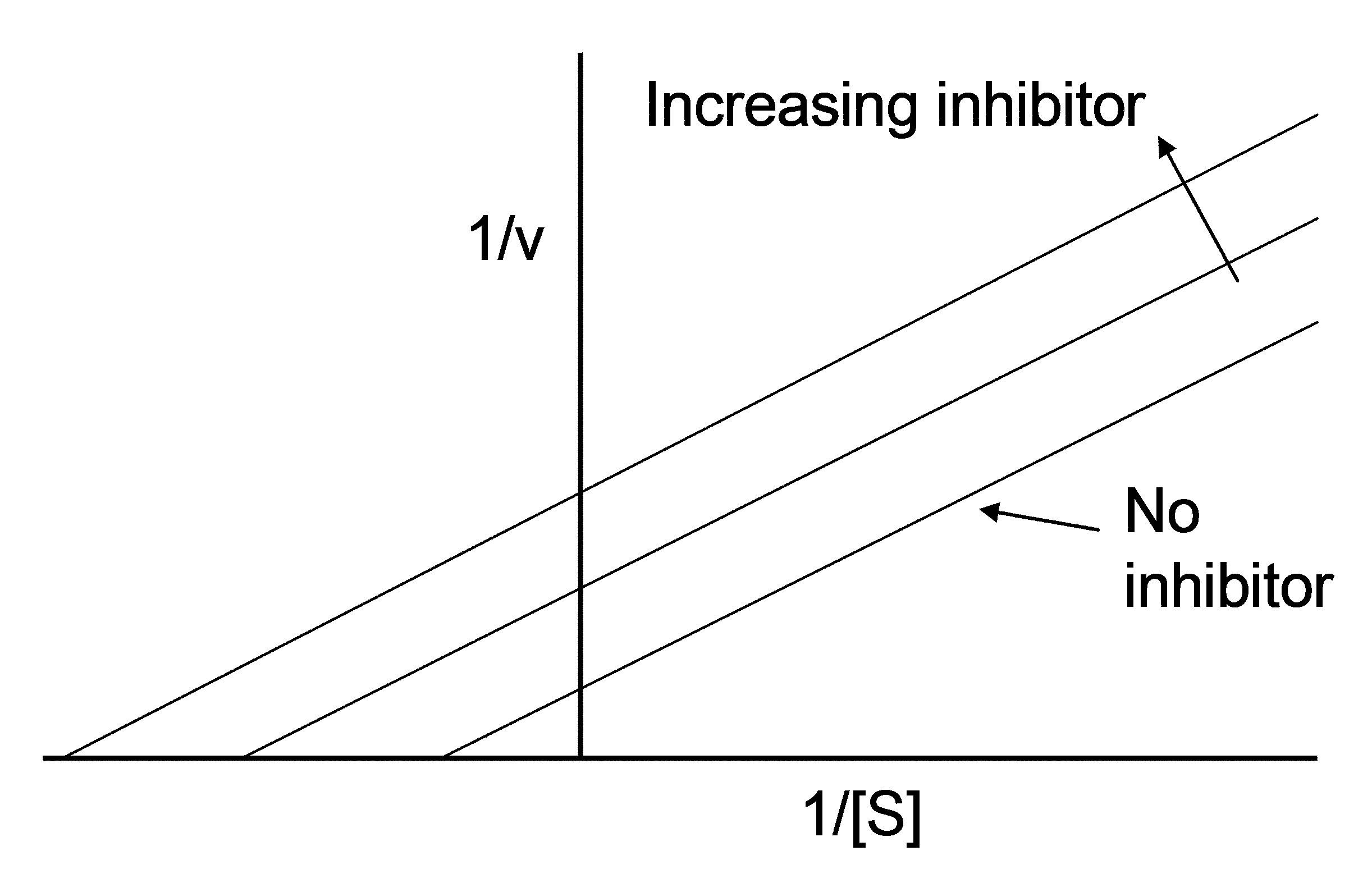
Diagrama de Lineweaver-Burk da inibição não competitiva

- O mecanismo de inibição parcialmente competitiva é semelhante ao da inibição não competitiva, exceto que o complexo EIS tem atividade catalítica, que diminui ou até aumenta (ativação parcialmente competitiva) em comparação com o complexo enzima-substrato (ES). Esta inibição tem geralmente um valor Vmax mais baixo, mas um valor Km inalterado.[7]
- Inibição substrato-produto ocorre quando o substrato ou o produto de uma reacção enzimática inibe a actividade enzimática. Este tipo de inibição pode seguir padrões competitivos, não competitivos ou mistos. Na inibição do substrato há uma diminuição progressiva da atividade a concentrações elevadas de substrato. Isto pode indicar a existência de dois locais de ligação entre o substrato e a enzima. Quando existe pouco substrato, o sítio de alta afinidade é ocupado e ocorre a cinética normal. No entanto, em concentrações elevadas, o segundo local de inibição é ocupado, inibindo a enzima.[11] A inibição pelo produto é frequentemente uma característica reguladora no metabolismo e pode ser uma forma de feedback negativo.
- A inibição lenta e forte ocorre quando o complexo inicial enzima-inibidor EI sofre isomerização para um segundo complexo mais fortemente ligado, EI*, mas o processo global de inibição é reversível. Isto manifesta-se como um aumento lento da inibição enzimática. Nestas condições, a cinética tradicional de Michaelis-Menten fornece um valor falso para Ki, que depende do tempo. O valor verdadeiro de Ki pode ser obtido através de uma análise mais complexa das constantes de intervalo on (kon) e off (koff) para a associação de inibidores (consulte inibição irreversível para mais informações).[7][11]

### Exemplos de inibidores reversíveis

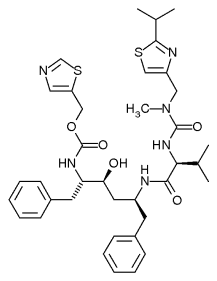
Estrutura molecular do ritonavir, um inibidor da protease peptídeo.

Uma vez que as enzimas evoluíram para se ligarem firmemente aos seus substratos, e a maioria dos inibidores reversíveis se liga ao sítio activo das enzimas, não é de estranhar que alguns destes inibidores sejam muito semelhantes em termos de estrutura aos substratos dos seus alvos. Como exemplo destes imitadores de substrato, destacaremos os inibidores da protease, uma classe muito eficaz de medicamentos antirretrovirais utilizados para tratar a infeção pelo VIH. A estrutura do ritonavir (figura da direita), um inibidor de proteases, consiste num peptídeo com três ligações peptídicas. Esta estrutura assemelha-se à proteína que é o substrato da protease do VIH, pelo que ambas competem pela ligação ao sítio activo da enzima.

Os inibidores enzimáticos são frequentemente concebidos para imitar o estado de transição ou o intermediário de uma reação catalisada por uma enzima. Isto garante que o inibidor altera o estado de transição estabelecendo um efeito na enzima, resultando numa melhor afinidade de ligação (baixo Ki) do que os designs baseados no substrato. Um exemplo de um inibidor neste estado de transição é o medicamento antiviral oseltamivir, que imita a natureza plana do anel ião oxónio na reação da neuraminidase, uma enzima do vírus.

Estrutura molecular do tipranavir, um inibidor de proteases não peptídico.

No entanto, nem todos os inibidores são baseados na estrutura do substrato. Por exemplo, a estrutura de outro inibidor da protease do VIH, o tipranavir, (representado à direita), não é baseada num péptido e não tem semelhanças estruturais evidentes com a proteína substrato. Estes inibidores não peptídicos podem ser mais estáveis do que os inibidores que contêm ligações peptídicas porque não são substratos para as peptidases, tornando-os menos propensos à degradação na célula.
No design de fármacos, é importante considerar as concentrações do substrato a que a enzima em questão será exposta. Por exemplo, alguns inibidores da proteína quinase apresentam estruturas químicas semelhantes ao trifosfato de adenosina, um dos substratos desta enzima. No entanto, certos medicamentos que são simplesmente inibidores competitivos terão de competir com elevadas concentrações de ATP na célula. As proteínas cinases podem também ser inibidas pela competição no sítio de ligação onde a cinase interage com as suas proteínas substrato, e a maioria das proteínas presentes no interior de uma célula encontram-se em concentrações muito mais baixas do que as concentrações de ATP. Consequentemente, se dois inibidores da proteína quinase se ligarem nos seus sítios activos com afinidade semelhante, mas apenas um tiver de competir pelo ATP, então o inibidor que compete no sítio de ligação da proteína inibirá a enzima de forma mais eficiente.

## Inibidores irreversíveis

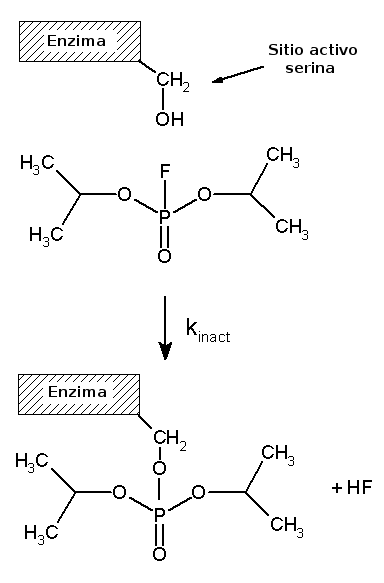
Reação do inibidor irreversível diisopropilfluorofosfato (DFP) com uma serina-protease

Os inibidores irreversíveis modificam normalmente uma enzima covalentemente, pelo que a inibição não pode ser revertida. Os inibidores irreversíveis contêm, geralmente, grupos funcionais reativos, tais como mostardas de azoto, aldeídos, haloalcanos ou alcenos. Estes grupos eletrofílicos reagem com as cadeias de aminoácidos para formar ligações covalentes. Os resíduos modificados são aqueles que contêm nucleófilos nas suas cadeias laterais, como um grupo hidroxilo ou um grupo sulfidrila. Isto inclui os aminoácidos serina (como em DFP, cisteína, treonina ou tirosina.

### Tipos de inibições irreversíveis
A inibição irreversível é diferente da inativação reversível da enzima. Os inibidores irreversíveis são geralmente específicos para um tipo de enzima e não inativam todas as proteínas. Não funcionam destruindo as ligações peptídicas da estrutura proteica, mas sim alterando especificamente a estrutura tridimensional do sítio ativo, incapacitando-o. Por exemplo, pH e temperaturas extremas provocam desnaturação de quase todas as proteínass, mas este não é um efeito específico. Da mesma forma, alguns tratamentos químicos não específicos destroem a estrutura da ligação peptídica da proteína: por exemplo, se forem submetidos a uma elevada concentração de ácido clorídrico, que irá hidrolisar as ligações peptídicas que mantêm os aminoácidos das proteínas unidos.
Os inibidores irreversíveis resultam numa inibição dependente do tempo e, por isso, a sua potência não pode ser caracterizada pela determinação do valor IC50. Isto porque a quantidade de enzima ativa a uma determinada concentração de inibidor irreversível será diferente dependendo do tempo de pré-incubação do inibidor com a enzima. Assim, em vez do valor IC50, é utilizado o parâmetro kobs/[I], em que kobs é o primeiro valor observado da taxa de inactivação (obtido através do traçado de log %actividade VS. tempo) e [I] é a concentração do inibidor. O parâmetro kobs/[I] é válido desde que o inibidor não se encontre em concentrações saturantes (nesse caso, teríamos de ter kobs = kinact).

### Análise de inibição irreversível

Esquema de cinética enzimática dos inibidores irreversíveis.

Como se pode observar na figura da esquerda, os inibidores irreversíveis formam inicialmente um complexo reversível e não covalente com a enzima (EI ou ESI), que irá posteriormente reagir para produzir uma modificação covalente no que se designa por "complexo sem saída" EI*. A taxa a que o EI* é formado é designada por taxa de inativação ou kinativo. Uma vez que a formação de EI pode competir com o ES, a ligação de inibidores irreversíveis pode ser evitada pela competição com o substrato e um segundo inibidor reversível. Este efeito protetor é uma boa evidência de uma reação específica do inibidor irreversível com o sítio ativo.
As etapas de ligação e inativação desta reação são analisadas através da incubação da enzima com o inibidor e da medição da atividade que se mantém ao longo do tempo. A atividade irá diminuir gradualmente ao longo do tempo, geralmente seguindo uma dinâmica de decaimento exponencial. Ajustando estes dados a uma equação de classificação podemos obter a taxa de inactivação a esta concentração de inibidor. Isto é feito em diferentes concentrações de inibidores. Se estiver envolvido um complexo EI reversível, o intervalo de inactivação será saturável, e o seu ajuste a esta curva produzirá os valores de kinact e Ki.
Outro método muito utilizado nestas análises é a espectrometria de massas. Neste caso, a medição exata da massa da enzima nativa não modificada e da enzima inativada dá-nos o aumento de massa provocado pela reação com o inibidor, o que nos dá a estequiometria da reação. Para realizar esta técnica é geralmente necessário utilizar um espectrómetro de massas MALDI-TOF. Uma técnica complementar desta é a impressão digital de péptidos, que envolve a digestão de proteínas nativas ou modificadas com uma peptidase como a tripsina. Isto gera uma série de peptídeos que podem ser analisados utilizando um espectrómetro de massa. O peptídeo que muda de massa após a realização da reação com o inibidor será aquele que contém o local de modificação.

### Casos especiais

Mecanismo químico para a inibição irreversível da ornitina descarboxilase pelo DFMO. O piridoxal 5'-fosfato (Py) e a enzima (E) não estão representados. (Adaptado do artigo de referência).

Nem todos os inibidores irreversíveis formam ligações covalentes com a enzima que atacam. Alguns inibidores reversíveis ligam-se tão fortemente ao seu alvo que são praticamente irreversíveis. Estes inibidores de ligação forte apresentam, geralmente, uma cinética semelhante à dos inibidores irreversíveis que formam ligações covalentes. Nestes casos, alguns destes inibidores ligam-se rapidamente à enzima formando um complexo EI de baixa afinidade, que sofre então uma reacção mais lenta em direcção a um complexo EI* fortemente ligado (ver imagem acima). Este comportamento cinético é designado por ligação lenta. Este lento reajuste subsequente envolve, geralmente, uma mudança conformacional à medida que a enzima se dobra em torno da molécula inibidora. Exemplos de inibidores de ligação lenta incluem alguns medicamentos importantes, como o metotrexato, ou alopurinol e a forma ativada do aciclovir.

### Exemplos de inibidores irreversíveis

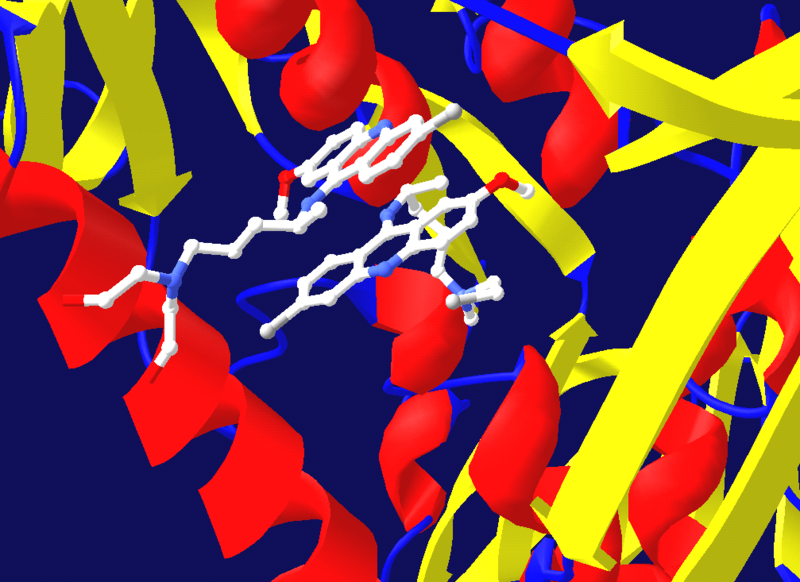
Tripanotiona redutase mostrando duas moléculas ligadas ao sítio activo: a inferior é um inibidor ligado irreversivelmente e a superior é um inibidor ligado reversivelmente. Criado por meio de PDB 1GXF.

O diisopropilfluorofosfato (DFP) foi dado como exemplo de um inibidor de protease irreversível na secção "Inibidores irreversíveis" Canto superior direito. A enzima hidrolisa a ligação entre o fósforo e o flúor, mas o resíduo de fosfato permanece ligado a uma serina no sítio ativo, inativando-o. Além disso, o DFP também reage com o sítio ativo da acetilcolinesterase na sinapse dos neurónios, o que o torna uma neurotoxina potente, com uma dose letal a partir de quantidades inferiores a 100 mg.
A chamada inibição suicida é um tipo comum de inibição irreversível em que a enzima converte o inibidor numa substância reativa no seu sítio ativo. Exemplo disso é o inibidor do biossintetizador da poliamina α-difluorometilornitina ou DFMO, que é um análogo do aminoácido ornitina, e é utilizado para tratar a tripanossomíase africana (doença do sono). A Ornitina descarboxilase pode catalisar a descarboxilação do DFMO substituindo a ornitina, como se mostra na figura da secção anterior. No entanto, esta reação de descarboxilação é seguida pela remoção do átomo de flúor, que converte este intermediário numa imina, uma espécie altamente eletrofílica. Esta forma reativa de DFMO reage subsequentemente com um resíduo de cisteína ou lisina no sítio ativo para inativar irreversivelmente a enzima.
Uma vez que a inibição irreversível envolve frequentemente a formação inicial de um complexo EI não covalente, por vezes é possível que um inibidor se ligue a uma enzima de várias formas. Um exemplo é o caso da enzima tripanotion redutase do protozoário e parasita humano] Trypanosoma cruzi, em que duas moléculas de um inibidor chamado mostarda quinacrina conseguem ligar-se ao seu centro activo. A molécula de cima liga-se reversivelmente, mas a de baixo liga-se covalentemente ao reagir com um resíduo de aminoácido através do seu grupo mostarda de azoto.

## Aplicações dos inibidores
Os inibidores enzimáticos podem ser encontrados na natureza, mas também são concebidos e produzidos como parte da farmacologia e da bioquímica. Os venenos naturais são frequentemente inibidores de enzimas que evoluíram para defender uma planta ou animal contra os seus predadores. Estas toxinas naturais incluem alguns dos compostos mais venenosos conhecidos até à data. Os inibidores artificiais são frequentemente utilizados como medicamentos, mas também existem alguns utilizados como inseticidass (como malathion), herbicidass (como glifosato) ou desinfetantess (como triclosan).

### Fármacos
Os inibidores enzimáticos são utilizados principalmente como medicamentos no tratamento de diversas doenças. Muitos destes inibidores podem atuar sobre enzimas humanas e assim corrigir determinadas patologias. No entanto, nem todos os medicamentos inibitórios são inibidores enzimáticos. Alguns deles, como os antiepiléticos, alteram a atividade enzimática indiretamente, aumentando ou diminuindo a síntese da referida enzima. Estes efeitos são designados por indução e inibição enzimática e consistem em alterações no padrão de expressão génica, que não está relacionado com o tipo de inibição enzimática aqui discutido. Outros fármacos interagem com outros alvos celulares que não as enzimas, como os canais iónicos ou os receptores de membrana.
Um exemplo de um inibidor enzimático terapêutico é o sildenafil (Viagra), utilizado como tratamento para a disfunção eréctil. Este composto é um potente inibidor da fosfodiesterase tipo 5 específica da GMPc, uma enzima que degrada uma molécula de sinalização celular, GMPc. Esta molécula sinalizadora é responsável pelo relaxamento do músculo liso e permite o fluxo de sangue para os corpos cavernosos do pénis, o que provoca a erecção. O sildenafil inibe a atividade da enzima que degrada o sinal, o GMPc, ligando-se ao mesmo sítio devido à sua semelhança estrutural. Isto permite que o GMPc não seja degradado e permaneça ativo por períodos mais longos.
Outro exemplo de semelhança estrutural entre inibidores e substratos enzimáticos é o que se apresenta na figura da direita, entre metotrexato, um fármaco, e ácido fólico, uma coenzima. O ácido fólico é a forma oxidada do substrato da di-hidrofolato redutase, uma enzima envolvida na biossíntese de timidina, purinas e aminoácidoss. O metotrexato é um potente inibidor desta enzima que, por estar relacionada com a síntese de nucleótidoss, apresenta toxicidade específica para células com crescimento rápido. O metotrexato é frequentemente utilizado como medicamento anticancerígeno em quimioterapia.
Outro tipo de inibidor de enzimas é utilizado para inibir enzimas necessárias para a sobrevivência de patógenos. Por exemplo, as bactérias possuem uma parede celular espessa composta principalmente por um polímero chamado peptidoglicano. Certos antibióticos, como a penicilina e a vancomicina inibem a enzima responsável pela produção e ligação cruzada das fibras de peptidoglicano, que resulta na perda de resistência da parede celular e na lise da célula, que deixa de conseguir suportar a elevada pressão osmótica. A figura mostra uma molécula de penicilina ligada ao seu alvo, a transpeptidase da bactéria Streptomyces R61 (a proteína é mostrada no modelo de fita e a penicilina no modelo de bola e bastão). Outros tipos de toxicidades seletivas são também utilizados através de antibióticos que aproveitam diferenças presentes na estrutura dos ribossomas ou na síntese de ácidos gordos. O design de fármacos é bastante facilitado nestes casos em que a enzima alvo é essencial para a sobrevivência do patogéneo e não está presente ou é muito diferente em humanos.

### Controlo metabólico
Os inibidores enzimáticos são também importantes no controlo metabólico. Muitas das vias metabólicas que ocorrem na célula são inibidas pelos metabolitos que controlam a atividade enzimática através de processos de regulação alostérica ou de inibição do substrato. Como exemplo podemos referir a regulação alostérica da glicólise. Esta via catabólica consome glicose e produz ATP, NADH e piruvato. Uma das principais etapas na regulação da glicólise é a reação catalisada pela fosfofrutocinase-1 (PFK1). Quando os níveis de ATP aumentam, o ATP liga-se a um sítio alostérico na PFK1, reduzindo a atividade da enzima, inibindo a glicólise e reduzindo novamente os níveis de ATP. Este controlo por feedback negativo ajuda a manter níveis constantes de ATP na célula. No entanto, as vias metabólicas não são reguladas apenas pela inibição; A ativação enzimática é igualmente importante. A enzima PFK1 possui ativadores alostéricos, como a frutose 2,6-bisfosfato e o ADP.
A inibição fisiológica das enzimas pode também ocorrer por inibidores de proteínas específicas. Este mecanismo pode ser observado no pâncreas, um órgão onde são sintetizados uma infinidade de precursores de enzimas digestivas denominadas zimogénios. Muitos deles são ativados pela tripsina, uma protease, pelo que é muito importante inibir a atividade da tripsina no pâncreas para prevenir fenómenos de autodigestão. Um dos mecanismos para manter a tripsina inativa é a produção de um inibidor potente e específico da tripsina no pâncreas. Este inibidor liga-se com elevada afinidade à tripsina, impedindo assim a sua actividade. Embora o inibidor da tripsina seja uma proteína, não é hidrolisado pela própria tripsina, uma vez que esta remove as moléculas de água do seu sítio activo e destabiliza o estado de transição. Outros exemplos de inibidores enzimáticos fisiológicos são o inibidor barstar, que funciona de forma a inibir a atividade de uma ribonuclease bacteriana chamada barnase, e inibidores da proteínas fosfatases.

### Inibidores artificiais

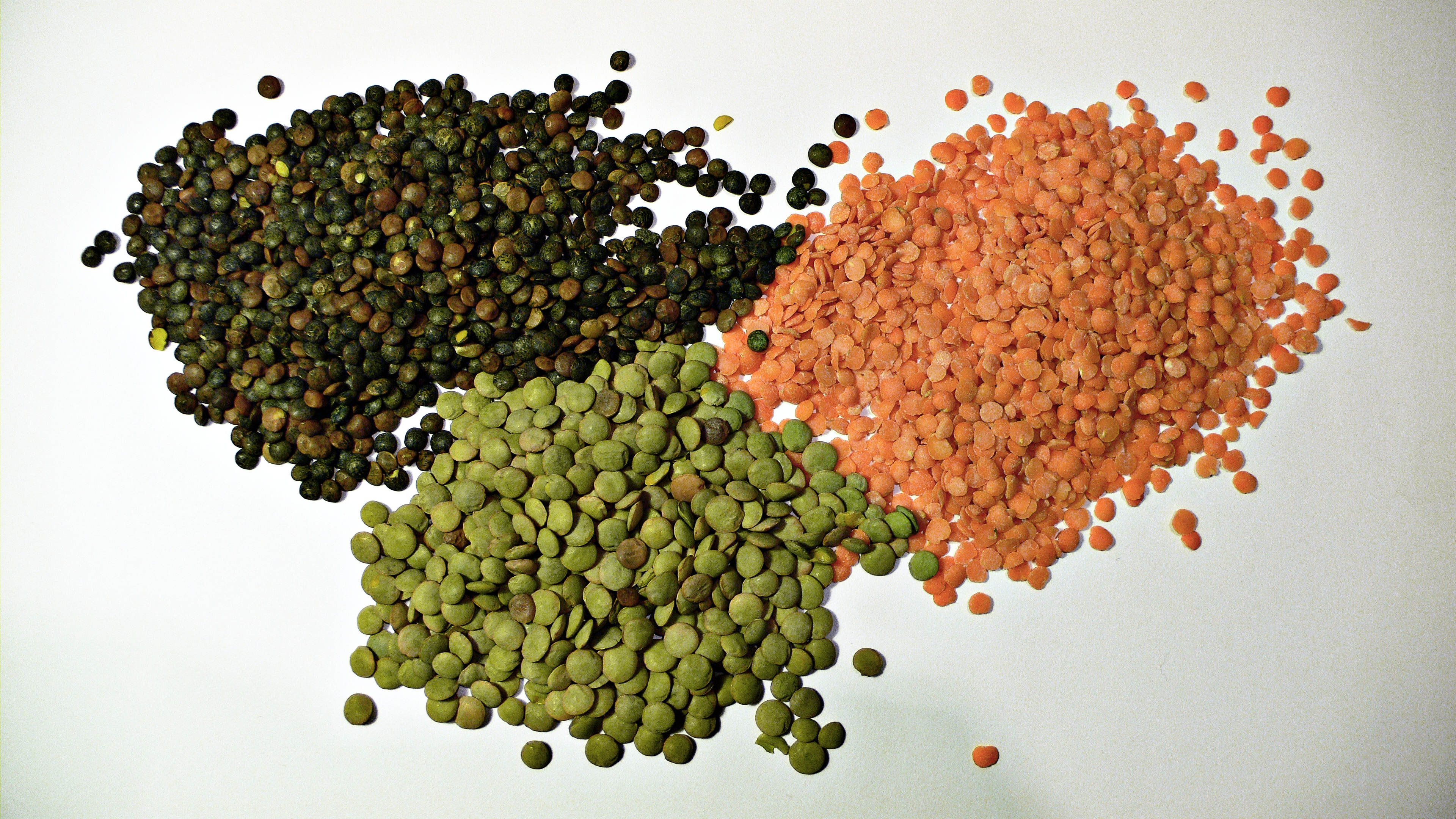
Para impedir os herbívoros de comerem sementes, as leguminosas contêm inibidores da tripsina, que interferem com a digestão.

#### Inibidores da acetilcolinesterase
A Acetilcolinesterase (AChE) é uma enzima que se encontra nos animais, desde os insetos até aos humanos. É essencial na atividade dos neurónios, pois a sua função é quebrar o neurotransmissor acetilcolina nos seus constituintes, acetato e colina. É um caso único entre os neurotransmissores, uma vez que a maioria deles, como a serotonina, a dopamina ou a noradrenalina, são reabsorvidos na fenda sináptica. Existe um grande número de inibidores da AChE que são utilizados tanto na área da medicina como da agricultura. Alguns destes inibidores são reversíveis, como a edrofónio, a fisostigmina e a neostigmina, que são utilizados no tratamento da miastenia gravis e na aplicação de anestesia. Os pesticidas carbamato são outro exemplo de inibidores reversíveis da AChE. Exemplos de inibidores irreversíveis da AChE são os inseticidas organofosforados, como o malation, o paration e o clorpirifós.

#### Herbicidas
O Glifosato é um herbicida não seletivo de largo espectro, desenvolvido para a eliminação de gramíneas e arbustos, especialmente os de natureza perene. É absorvido pelas folhas e não pelas raízes. Pode ser aplicado nas folhas, injetado nos troncos e caules ou regado em tocos de árvores como herbicida florestal. A aplicação de glifosato mata as plantas porque suprime a sua capacidade de gerar aminoácidos aromáticos. O seu modo de ação baseia-se na inibição da enzima 5-enolpiruvil-shiquimato-3-fosfato sintetase (EPSPS), uma enzima responsável pela síntese dos aminoácidos aromáticos fenilalanina, tirosina e triptofano. Esta via bioquímica não está presente nos animais, pelo que não são afetados. Outros herbicidas, como as sulfonilureas inibem a enzima acetolactato sintase.

#### Desinfetantes
O Triclosan é um potente agente antibacteriano e fungicida, atuando como biocida em vários alvos no citoplasma e na membrana plasmática. No entanto, em baixas concentrações, o triclosan atua como agente bacteriostático principalmente inibindo a síntese de ácidos gordos. O triclosan liga-se à proteína transportadora enoil acil redutase (ENR), codificada pelo gene FabI. Esta ligação aumenta a afinidade da enzima pelo NAD+, o que resulta na formação de um complexo ternário estável de ENR-NAD+-triclosan, que não pode participar na síntese de ácidos gordos (moléculas essenciais na construção e manutenção das membranas celulares). Os humanos não possuem a enzima ENR, pelo que não são afetados pelo triclosan.

### Venenos naturais
Tanto alguns animais como algumas plantas podem sintetizar uma vasta gama de substâncias venenosas de diversas origens: metabolitos secundários, peptídeos e proteínas que podem atuar como inibidores de enzimas. As toxinas naturais são frequentemente pequenas moléculas orgânicas com tal diversidade que existem provavelmente inibidores para a maioria dos processos metabólicos. Esta inibição pode ocorrer a diferentes níveis na célula: inibição de receptores de membrana, canais iónicos ou proteínas estruturais. Por exemplo, o paclitaxel (taxol), uma molécula orgânica produzida pela árvore teixo (Taxus), liga-se com elevada afinidade aos dímeros de tubulina, prevenindo assim o processo de polimerização dos microtúbulos, que é essencial, entre outras coisas, na divisão celular.
Muitos destes venenos naturais atuam como neurotoxinas que podem causar paralisias e levar à morte, podendo ser utilizados como estratégia de defesa contra predadores ou como sistema de caça para capturar presas. Alguns destes inibidores naturais, apesar das suas características tóxicas, são muito valorizados pelas suas potenciais utilizações terapêuticas quando administrados em doses adequadas. Um exemplo de neurotoxina são os glicoalcalóides, obtidos a partir de plantas pertencentes à família Solanaceae (que inclui a batata, o tomate e a beringela), que são inibidores da acetilcolinesterase. A inibição desta enzima provoca um aumento descontrolado dos níveis do neurotransmissor acetilcolina, o que leva à paralisia muscular e à morte. A neurotoxicidade pode também resultar da inibição do receptor, como no caso da atropina, obtida a partir da espécie vegetal Atropa belladonna, que funciona como um antagonista competitivo dos receptores muscarínicos da acetilcolina.
Embora muitas das toxinas naturais sejam metabolitos secundários, algumas são peptídeos ou proteínas. Um exemplo é o peptídeo toxina alfa-amanitina, encontrado nos cogumelos da espécie Amanita phalloides, que é um potente inibidor enzimático que previne a atividade da RNA polimerase II na transcrição do ADN. Outra toxina peptídica é a microcistina, existente em certas algas, que pode inibir certas proteínas fosfatases. Esta toxina pode contaminar o abastecimento de água se as algas que a produzem atingirem determinados níveis de concentração. Está demonstrado que tem um elevado potencial cancerígeno e é capaz de causar hemorragia hepática aguda e morte após exposição a doses elevadas.
As proteínas podem também tornar-se venenos naturais, como é o caso do inibidor da tripsina (discutido acima) encontrado em algumas leguminosas. Menos comuns são as enzimas tóxicas. Este tipo de enzima atua como inibidor irreversível dos alvos enzimáticos (o seu substrato é outra enzima), modificando-os quimicamente. Por exemplo, a ricina, uma proteína tóxica enzimática extremamente potente, encontra-se na planta Ricinus communis. Esta enzima é uma glicosidase que inativa os ribossomas. Como a ricina é um inibidor catalítico irreversível, isto permite que apenas uma molécula de ricina mate uma célula.

## Descoberta e desenvolvimento de novos inibidores

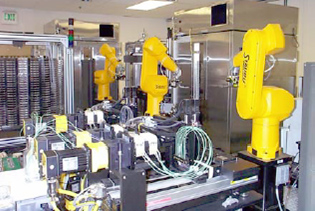
Robôs são usados para a triagem em alta velocidade de bibliotecas químicas para descoberta de novos inibidores enzimáticos

Novos medicamentos são produtos de um longo processo de desenvolvimento de fármacos, cujo primeiro passo é, frequentemente, a descoberta de um novo inibidor enzimático. Existem duas abordagens principais para descobri-los ou desenvolvê-los.
O primeiro método geral é o desenho racional de drogas baseado na imitação do estado de transição da reação química catalisada pela enzima. O inibidor projetado geralmente se assemelha ao substrato, exceto que a porção do substrato que passa pela reação química é substituída por um grupo funcional quimicamente estável que se assemelha ao estado de transição. Uma vez que a enzima evoluiu para estabilizar o estado de transição, os análogos de estado de transição geralmente possuem maior afinidade pela enzima em comparação com o substrato e, portanto, são inibidores eficazes.
A segunda forma de descobrir novos inibidores de enzimas é a triagem de alto rendimento de grandes bibliotecas de compostos estruturalmente diversos para identificar moléculas que se ligam à enzima. Este método foi ampliado para incluir a triagem virtual de bancos de dados de moléculas diversas usando computadores, que são seguidos pela confirmação experimental da ligação dos hits da triagem virtual. Abordagens complementares que podem fornecer novos pontos de partida para inibidores incluem a descoberta baseada em fragmentos de chumbo e bibliotecas químicas codificadas por DNA (DEL).
Os hits de qualquer uma das abordagens acima podem ser otimizados para se tornarem inibidores de alta afinidade que inibem eficientemente a enzima. Métodos baseados em computador para prever a orientação de ligação e afinidade de um inibidor para uma enzima, como acoplamento molecular e mecânica molecular, podem ser usados para auxiliar no processo de otimização. Novos inibidores são usados para obter estruturas cristalográficas da enzima em um complexo inibidor/enzima para mostrar como a molécula está se ligando ao sítio ativo, permitindo que mudanças sejam feitas no inibidor para otimizar a ligação em um processo conhecido como design de fármacos baseado em estrutura. Este ciclo de teste é aprimorado e repetido até que um inibidor suficientemente potente seja produzido.